# Associated British Corporation
Associated British Corporation (ABC) fue una productora británica y un canal de televisión que formó parte desde 1956 hasta 1968 de la red de televisión comercial ITV. Se trata de una de las cuatro franquicias originales de ITV junto con Associated Television, Granada y Rediffusion.
El canal pertenecía a los estudios cinematográficos Associated British Picture Corporation (ABPC). Durante los doce años que formó parte de ITV se ocupó de la concesión para las Tierras Medias y el Norte de Inglaterra durante los fines de semana. Después de quedarse sin franquicia en la renovación de concesiones de 1968, tuvo que fusionarse con Rediffusion y se convirtió en Thames Television.

## Historia
Associated British Corporation (ABC) fue fundada en 1955 como una de las cuatro franquicias originales de Independent Television (ITV), el canal de televisión británico que había sido creado para competir con la BBC. La concesión estaba auspiciada por el estudio cinematográfico Associated British Picture Corporation (ABPC).
En un primer momento la autoridad responsable de ITV (ITA) había otorgado una franquicia de ITV al consorcio Kelmsley-Winnick, liderado por el editor de prensa Gomer Berry, pero el proyecto nunca salió adelante y hubo que buscar nuevos inversores, entre ellos la ABPC. Los estudios no querían formar parte de ITV porque pensaban que perjudicaría a la industria del cine. Así que uno de sus dirigentes, el productor Howard Thomas —presidente de British Pathé—, tuvo que convencerles para que entrasen en el negocio. La concesión otorgada cubría las Tierras Medias (fines de semana) y el Norte de Inglaterra (fines de semana), compartidas con Associated Television (ATV) y Granada Television respectivamente. Dicho acuerdo salió adelante el 21 de septiembre de 1955, tan solo un día antes de que ITV comenzara las emisiones.
ABC Television se puso en marcha el 18 de febrero de 1956 para las Tierras Medias, y el 5 de mayo del mismo año en el Norte de Inglaterra. Su sede central era un estudio en Teddington (Londres) que anteriormente había pertenecido a Warner Studios, y también contaba con delegaciones en Aston (Birmingham) y Mánchester. Por su parte, Thomas fue nombrado director del canal. El área de ficción recayó en el productor canadiense Sydney Newman, impulsor de una programación popular. Y el departamento de entretenimiento estuvo dirigido por el expresentador Brian Tesler, un exproductor de la BBC.
El mayor éxito de ABC dentro de ITV fue la serie Los vengadores, aunque también deben citarse espacios como el drama The Human Jungle, el ciclo de dramaturgia Armchair Theatre, los musicales Oh Boy! y Thank Your Lucky Stars, y el concurso de talentos Opportunity Knocks. Ocho años después de su lanzamiento, ABC Television se había convertido en el activo más rentable del grupo ABPC.
La situación cambió en 1968 con el nuevo reparto de concesiones de ITV. Las regiones de Tierras Medias y el Norte pasaron exclusivamente a ATV y Granada, así que el canal pujó por la franquicia de Londres en los fines de semana. No obstante, perdieron por sorpresa contra la oferta de London Weekend Television. Teniendo en cuenta la buena situación económica del grupo, la ITA forzó una fusión entre ABC y Associated-Rediffusion, la otra concesionaria londinense de ITV (lunes a viernes). ABPC sería el accionista mayoritario con el 51% de los títulos, mientras que British Electric Traction, propietaria de Rediffusion, se quedaría con el 49% restante.
La empresa conjunta que reemplazó a ABC, Thames Television, comenzó sus emisiones el 30 de julio de 1968 y formó parte de ITV hasta finales de 1992.